# Walentina Gunina
Walentina Jewgienjewna Gunina, ros. Валентина Евгеньевна Гунина (ur. 4 lutego 1989 w Murmańsku) – rosyjska szachistka, arcymistrzyni od 2010, posiadaczka męskiego tytułu arcymistrza od 2013 roku.

## Kariera szachowa
W latach 1999–2009 corocznie reprezentowała Rosję na mistrzostwach Europy i świata juniorów w różnych kategoriach wiekowych, zdobywając sześć medali (w tym cztery złote):
- 1999 – Oropesa del Mar, MŚ do 10 lat – III m.,
- 2000 – Kallithea, ME do 12 lat – I m.,
- 2003 – Kallithea, MŚ do 14 lat – I m.,
- 2004 – Ürgüp, ME do 16 lat – I m.,
- 2006 – Herceg Novi, ME do 18 lat – III m.,
- 2007 – Kemer, MŚ do 18 lat – I m.

Była również wielokrotną medalistką mistrzostw Rosji juniorek, m.in. w latach 1999 (do 10 lat, I m.), 2000 (do 14 lat, dz. I-II m. wspólnie z Mariją Kursową), 2004 (do 20 lat, III m. za Jekateriną Korbut i Natalią Pogoniną), 2005 (do 16 lat, I m.), 2006 (do 20 lat, dz. I-III m. wspólnie z m.in. Jeleną Tairową), 2007 (do 20 lat, dz. I-III m. wspólnie z m.in. Wierą Niebolsiną), 2008 (do 20 lat, II m. za Anastazją Bodnaruk) oraz 2009 (do 20 lat).
W 2006 r. zajęła II m. (za Nikołajem Konowałowem) w memoriale Tigrana Petrosiana w Moskwie, zwyciężyła również w półfinale indywidualnych mistrzostw Rosji (w rozegranym w tym samym roku finale podzieliła XI-XII m.). W 2007 r. ponownie wystąpiła w finale mistrzostw kraju, zajmując XII miejsce. W 2008 r. po raz drugi w karierze samodzielnie zwyciężyła w półfinale mistrzostw Rosji, zajęła również II m. w turnieju o Puchar Rosji (w finale przegrywając ze Swietłaną Matwiejewą). Znaczące sukcesy odniosła w 2009 r.: w Moskwie zdobyła brązowy medal indywidualnych mistrzostw Rosji, podzieliła II m. (za Natalią Pogoniną, wspólnie ze Swietłaną Matwiejewą i Tatjaną Mołczanową) w otwartym turnieju w Moskwie, zdobyła również tytuły drużynowej wicemistrzyni świata (w Ningbo) oraz drużynowej mistrzyni Europy (w Nowym Sadzie). W 2010 r. zdobyła w Moskwie brązowy medal mistrzostw świata w szachach błyskawicznych. W 2011 r. zdobyła w Moskwie tytuł mistrzyni Rosji. W 2012 r. odniosła największy sukces w karierze, zdobywając w Gaziantepie tytuł indywidualnej mistrzyni Europy. Również w 2012 r. zdobyła w Batumi tytuł mistrzyni świata w szachach błyskawicznych, natomiast w Moskwie – srebrny medal w finale indywidualnych mistrzostw Rosji. W 2013 r. po raz drugi w karierze zdobyła złoty medal indywidualnych mistrzostw Rosji, natomiast w 2014 r. zdobyła tytuł mistrzyni kraju w szachach szybkich. W 2014 r. zdobyła również drugi w karierze złoty medal indywidualnych mistrzostw Europy kobiet oraz trzeci w karierze tytuł indywidualnej mistrzyni Rosji.
Wielokrotnie reprezentowała Rosję w rozgrywkach drużynowych, m.in.:
- trzykrotnie na olimpiadach szachowych (w latach 2010, 2012, 2014); czterokrotna medalistka: wspólnie z drużyną – trzykrotnie złota (2010, 2012, 2014) oraz indywidualnie – złota (2014 – na II szachownicy)[6],
- czterokrotnie na drużynowych mistrzostwach świata (w latach 2009, 2011, 2013, 2015); sześciokrotna medalistka: wspólnie z drużyną – dwukrotnie srebrna (2009, 2011) i brązowa (2013) oraz indywidualnie – złota (2009 – na V szachownicy) i dwukrotnie brązowa (2011 – na IV szachownicy, 2013 – na I szachownicy)[7],
- trzykrotnie na drużynowych mistrzostwach Europy (w latach 2009, 2011, 2013); pięciokrotna medalistka: wspólnie z drużyną – dwukrotnie złota (2009, 2011) i srebrna (2013) oraz indywidualnie – dwukrotnie brązowa (2009 – na V szachownicy, 2011 – na III szachownicy)[8].

Najwyższy ranking w dotychczasowej karierze osiągnęła 1 września 2014 r., z wynikiem 2540 punktów zajmowała wówczas 8. miejsce na światowej liście FIDE, jednocześnie zajmując 2. miejsce (za Aleksandrą Kosteniuk) wśród rosyjskich szachistek.